# 建国幼・小・中・高等学校
建国幼・小・中・高等学校（けんこくよう・しょう・ちゅう・こうとうがっこう）は、大阪府大阪市住吉区遠里小野2丁目にある在日韓国人子弟への民族教育を行うことを前提にした私立幼稚園・小学校・中学校・高等学校。

## 概要
在日韓国・朝鮮人の子弟への民族教育を行うことを前提に設置され、学校教育法第1条による認可を受けた「一条校」である。そのため、オールドカマーの在日韓国人だけではなく、日本国籍を取得した者やニューカマーの韓国人生徒なども在籍している。

## 教育
普段の授業では検定教科書を使用し、基本的に日本語で行われる。週3～5時間、民族教育として韓国語や韓国の地理・歴史をカリキュラムとして取り入れている。また幼稚園・小学校・中学校・高校でテコンドー・サムルノリなどの朝鮮文化についての授業も行われる。
小学校1年から英語教育を導入し、中学校では総合的な学習の時間を用いて日本語・朝鮮語・英語の3ヶ国語の習得を目指す「トリリンガルコース」を設け、高等学校では英語教育に力を入れた「英米文化コース」を設けるなど、英語にも力を入れている。
また、高等学校では「特別進学コース」という大学受験に特化したコースを設けており、民族教育を行う傍らで一定の進学実績を挙げている。指定校推薦で提携する学校には、同志社大学など日本の大学だけでなく、延世大学校など韓国の大学もある。

## 沿革
- 1946年 - 建国工業学校・高等女学校（旧制）として設立
- 1947年 - 建国中学校に改称（新教育制度による）
- 1948年 - 建国高等学校を設立
- 1949年 - 建国小学校を設置、文部省（当時）より財団法人認可
- 1951年 - 学校法人の認可を受け、一条校となる
- 1997年 - 建国幼稚園設立
- 2021年 - 日本で初めて生理休暇を高校の生徒に導入[1]

## クラブ活動
女子バレーボール部は、2009年や2010年のインターハイ、第63回や第65回の春の高校バレーに出場した。

### 運動部
テコンドー、柔道、サッカー、女子バレーボール、バスケットボール、テニス、ダンス

### 文化部
プログラミング部、伝統芸術部、吹奏楽部、美術部

## 出身者
- 金城晃世 - 近鉄バファローズに在籍した元プロ野球選手で、元プロ野球選手金城龍彦の父
- 真柴咲紀 - Vプレミアリーグ、デンソーエアリービーズ
- 河英一 - 囲碁棋士（関西棋院所属）
- イ・デフィ ‐ 歌手（Wanna One → AB6IX）
- 堀江彩 - Vプレミアリーグ、デンソー・エアリービーズ
- イム・キョンソン(임경선) - 1972年韓国生まれのエッセイスト。1986年建国高校入学。横浜、リスボン、サンパウロ、大阪、ニューヨーク、東京で成長。邦訳著書にエッセイ『村上春樹のせいで』『リスボン日和』などがある。

## アクセス
- JR西日本（阪和線）杉本町駅より北西へ約600m
- 南海（高野線）我孫子前駅より南東へ約600m